# Danis Civil
  Danis Civil    (Saint-Laurent-du-Maroni, 3 de maig de 1988), conegut per l'àlies Dany Dann, és un breakdancer nordcatalà nascut a la Guaiana Francesa, guanyador de la medalla d'argent amb l'equip francès als Jocs Olímpics d'estiu de 2024.

## Biografia
Civil va néixer a la Guaiana Francesa en una família de set germans. El 2003 va conèixer el break dance gràcies al seu cosí i es va traslladar a França el 2008 per perfeccionar-ne la tècnica. A França també va fer d'auxiliar d'infermeria uns anys. A través de la seva associació Best One vol servir d'inspiració als joves perquè trobin la manera de fer realitat els seus somnis.
La victòria als Jocs Europeus de Polònia de juny de 2023 li va donar accés a la participació als Jocs Olímpics de París, on per primera vegada es competia en breakdance, els dies 9 i 10 d'agost de 2024. Al torneig parisenc, Dany Dann va classificar-se per a la final, però no va poder superar el favorit, el canadenc Philip Kim ("Phil Wizard"). qui va imposar-se per 23 a 4.

## Palmarès
- Campió d'Europa de Breaking (2022).[11]
- Medalla d'Argent als Jocs Olímpics de París (2024).[5]